# 南高来郡

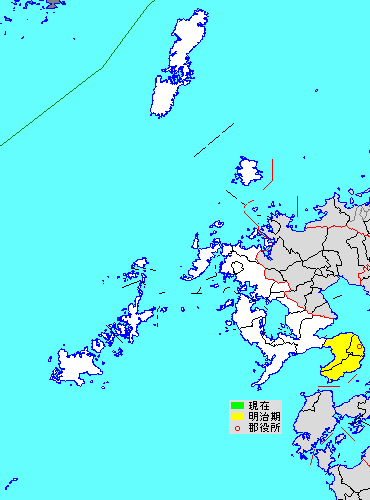
長崎県南高来郡の位置

南高来郡（みなみたかきぐん）は、長崎県にあった郡。
長崎県内では所在・管轄する地域を示す郡名の略称として南高（なんこう）とも呼ばれた。

## 郡域
1878年に行政区画として発足した当時の郡域は、現在の島原市・雲仙市・南島原市、すなわち島原半島一帯にあたる。

## 歴史

### 郡発足までの沿革
- 「旧高旧領取調帳」に記載されている明治初年時点での、高来郡のうち後の本郡域の支配は以下の通り。（1町36村）

| 知行 | 知行           | 村数     | 村名 |
| ---- | -------------- | -------- | --- |
| 藩領 | 肥前島原藩     | 1町 32村 | 島原城下、島原村、杉谷村、三会村、三之沢村、東空閑村、大野村、湯江村、多比良村、土黒村、西郷村、伊福村、三室村、守山村、山田村、野井村、愛津村、千々石村、小浜村、北串山村、南串山村、加津佐村、口之津村、南有馬村、北有馬村、隈田村、有家町村、有田村、堂崎村、布津村、深江村、中木場村、安徳村 |
| 藩領 | 肥前佐賀藩     | 3村      | 神代東村、神代西村、古部村 |
| 藩領 | 島原藩・佐賀藩 | 1村      | 伊古村 |

- 明治4年
  - 7月14日（1871年8月29日） - 廃藩置県により、藩領が島原県、佐賀県の管轄となる。
  - 11月14日（1871年12月25日） - 第1次府県統合により、全域が長崎県の管轄となる[4]。
- 明治4年（1871年） - 島原城下が島原村に合併。（36村）
- 明治5年（1872年） - 隈田村・有家町村・有田村が合併して有家村となる。（34村）

### 郡発足以降の沿革
- 明治11年（1878年）
  - 10月28日 - 郡区町村編制法の長崎県での施行により、高来郡のうち島原村ほか34村の区域に行政区画としての南高来郡が発足。郡役所が島原村に設置。
  - 島原村の一部が分立して島原町となる。（1町34村）
- 明治12年（1879年） - 有家村が分割して西有家村・東有家村となる。（1町35村）
- 明治15年（1882年） - 神代東村・神代西村が合併して神代村となる。（1町34村）
- 明治16年（1883年） - 島原町の一部が分立して湊町となる。（2町34村）

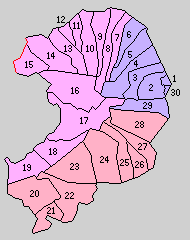
1.島原町 2.島原村 3.杉谷村 4.三会村 5.大三東村 6.湯江村 7.多比良村 8.土黒村 9.神代村 10.西郷村 11.伊福村 12.古部村 13.守山村 14.山田村 15.愛野村 16.千々石村 17.小浜村 18.北串山村 19.南串山村 20.加津佐村 21.口之津村 22.南有馬村 23.北有馬村 24.西有家村 25.東有家村 26.堂崎村 27.布津村 28.深江村 29.安中村 30.湊町（紫：島原市 桃：雲仙市 赤：南島原市）

- 明治22年（1889年）4月1日 - 町村制の施行により、以下の町村が発足。［ ］は合併した村。（2町28村）
  - 島原町、島原村、杉谷村、三会村、大三東村［三之沢村・東空閑村・大野村］、湯江村（現・島原市）
  - 多比良村、土黒村、神代村、西郷村［西郷村・伊古村］、伊福村、古部村、守山村［三室村・守山村］、山田村、愛野村［野井村・愛津村］、千々石村、小浜村、北串山村、南串山村（現・雲仙市）
  - 加津佐村、口之津村、南有馬村、北有馬村、西有家村、東有家村、堂崎村、布津村、深江村（現・南島原市）
  - 安中村［安徳村・中木場村］、湊町（現・島原市）
- 明治30年（1897年）4月1日 - 郡制を施行。郡役所は島原村に設置[注釈 1]。
- 大正12年（1923年）4月1日 - 郡会が廃止。郡役所は存続。
- 大正13年（1924年）4月1日（2町26村）
  - 島原町・島原村・湊町が合併し、改めて島原町が発足。
  - 小浜村が町制施行して小浜町となる。
- 大正15年（1926年）7月1日
  - 郡役所が廃止。以降は地域区分名称となる。
  - 古部村・伊福村が合併して大正村が発足。（2町25村）
- 昭和2年（1927年）
  - 1月1日 - 東有家村が町制施行して有家町となる。（3町24村）
  - 4月1日 - 西有家村が町制施行して西有家町となる。（4町23村）
- 昭和3年（1928年）
  - 1月1日 - 加津佐村が町制施行して加津佐町となる。（5町22村）
  - 4月1日 - 口之津村が町制施行して口之津町となる。（6町21村）
  - 11月1日 - 千々石村が町制施行して千々石町となる。（7町20村）
- 昭和7年（1932年）1月1日 - 南有馬村が町制施行して南有馬町となる。（8町19村）
- 昭和12年（1937年）2月11日 - 多比良村が町制施行して多比良町となる。（9町18村）
- 昭和15年（1940年）4月1日 - 島原町・杉谷村・安中村が合併して島原市が発足し、郡より離脱。（8町16村）
- 昭和24年（1949年）8月1日 - 愛野村が町制施行して愛野町となる。（9町15村）
- 昭和29年（1954年）4月1日 - 山田村・守山村が合併して吾妻村が発足。（9町14村）
- 昭和30年（1955年）
  - 2月1日 - 小浜町・北串山村が合併し、改めて小浜町が発足。（9町13村）
  - 4月1日（9町11村）
    - 大三東村・湯江村が合併して有明村が発足。
    - 三会村が島原市に編入。
- 昭和31年（1956年）
  - 9月1日 - 多比良町・土黒村が合併して国見町が発足。（9町10村）
  - 9月25日 - 大正村・西郷村が合併して瑞穂村が発足。（9町9村）
  - 9月30日 - 有家町・堂崎村が合併し、改めて有家町が発足。（9町8村）
- 昭和32年（1957年）3月22日 - 神代村が国見町に編入。（9町7村）
- 昭和36年（1961年）11月3日 - 有明村が町制施行して有明町となる。（10町6村）
- 昭和37年（1962年）5月3日 - 深江村が町制施行して深江町となる。（11町5村）
- 昭和38年（1963年）4月1日 - 吾妻村が町制施行して吾妻町となる。（12町4村）
- 昭和44年（1969年）4月1日（16町）
  - 瑞穂村が町制施行して瑞穂町となる。
  - 南串山村が町制施行して南串山町となる。
  - 北有馬村が町制施行して北有馬町となる。
  - 布津村が町制施行して布津町となる。
- 平成17年（2005年）10月11日 - 国見町・瑞穂町・吾妻町・愛野町・千々石町・小浜町・南串山町が合併して雲仙市が発足し、郡より離脱。（9町）
- 平成18年（2006年）
  - 1月1日 - 有明町が島原市に編入。（8町）
  - 3月31日 - 加津佐町・口之津町・南有馬町・北有馬町・西有家町・有家町・布津町・深江町が合併して南島原市が発足。同日南高来郡消滅。

### 変遷表
| 明治22年以前             | 明治22年4月1日 | 明治22年 - 大正15年   | 昭和1年 - 昭和19年            | 昭和20年 - 昭和34年          | 昭和35年 - 昭和64年          | 平成1年 - 現在              | 現在     |
| ------------------------ | -------------- | --------------------- | ----------------------------- | ---------------------------- | ---------------------------- | --------------------------- | -------- |
| 島原町                   | 島原町         | 大正13年4月1日 島原町 | 昭和15年4月1日 島原市         | 島原市                       | 島原市                       | 島原市                      | 島原市   |
| 湊町                     | 湊町           | 大正13年4月1日 島原町 | 昭和15年4月1日 島原市         | 島原市                       | 島原市                       | 島原市                      | 島原市   |
| 島原村                   | 島原村         | 大正13年4月1日 島原町 | 昭和15年4月1日 島原市         | 島原市                       | 島原市                       | 島原市                      | 島原市   |
| 杉谷村                   | 杉谷村         | 杉谷村                | 昭和15年4月1日 島原市         | 島原市                       | 島原市                       | 島原市                      | 島原市   |
| 中木場村 安徳村          | 安中村         | 安中村                | 昭和15年4月1日 島原市         | 島原市                       | 島原市                       | 島原市                      | 島原市   |
| 三会村                   | 三会村         | 三会村                | 三会村                        | 昭和30年4月1日 島原市に編入  | 島原市                       | 島原市                      | 島原市   |
| 三之沢村 東空閑村 大野村 | 大三東村       | 大三東村              | 大三東村                      | 昭和30年4月1日 有明村        | 昭和36年11月3日 町制 有明町  | 平成18年1月1日 島原市に編入 | 島原市   |
| 湯江村                   | 湯江村         | 湯江村                | 湯江村                        | 昭和30年4月1日 有明村        | 昭和36年11月3日 町制 有明町  | 平成18年1月1日 島原市に編入 | 島原市   |
| 多比良村                 | 多比良村       | 多比良村              | 昭和12年2月11日 町制 多比良町 | 昭和31年9月1日 国見町        | 国見町                       | 平成17年10月11日 雲仙市     | 雲仙市   |
| 土黒村                   | 土黒村         | 土黒村                | 土黒村                        | 昭和31年9月1日 国見町        | 国見町                       | 平成17年10月11日 雲仙市     | 雲仙市   |
| 神代村                   | 神代村         | 神代村                | 神代村                        | 昭和32年3月22日 国見町に編入 | 国見町                       | 平成17年10月11日 雲仙市     | 雲仙市   |
| 西郷村 伊古村            | 西郷村         | 西郷村                | 西郷村                        | 昭和31年9月25日 瑞穂村       | 昭和44年4月1日 町制 瑞穂町   | 平成17年10月11日 雲仙市     | 雲仙市   |
| 伊福村                   | 伊福村         | 大正15年7月1日 大正村 | 大正村                        | 昭和31年9月25日 瑞穂村       | 昭和44年4月1日 町制 瑞穂町   | 平成17年10月11日 雲仙市     | 雲仙市   |
| 古部村                   | 古部村         | 大正15年7月1日 大正村 | 大正村                        | 昭和31年9月25日 瑞穂村       | 昭和44年4月1日 町制 瑞穂町   | 平成17年10月11日 雲仙市     | 雲仙市   |
| 三室村 守山村            | 守山村         | 守山村                | 守山村                        | 昭和29年4月1日 吾妻村        | 昭和38年4月1日 町制 吾妻町   | 平成17年10月11日 雲仙市     | 雲仙市   |
| 山田村                   | 山田村         | 山田村                | 山田村                        | 昭和29年4月1日 吾妻村        | 昭和38年4月1日 町制 吾妻町   | 平成17年10月11日 雲仙市     | 雲仙市   |
| 野井村 愛津村            | 愛野村         | 愛野村                | 愛野村                        | 昭和24年8月1日 町制          | 愛野町                       | 平成17年10月11日 雲仙市     | 雲仙市   |
| 千々石村                 | 千々石村       | 千々石村              | 昭和3年11月1日 町制           | 千々石町                     | 千々石町                     | 平成17年10月11日 雲仙市     | 雲仙市   |
| 小浜村                   | 小浜村         | 大正13年4月1日 町制   | 小浜町                        | 昭和30年2月1日 小浜町        | 小浜町                       | 平成17年10月11日 雲仙市     | 雲仙市   |
| 北串山村                 | 北串山村       | 北串山村              | 北串山村                      | 昭和30年2月1日 小浜町        | 小浜町                       | 平成17年10月11日 雲仙市     | 雲仙市   |
| 南串山村                 | 南串山村       | 南串山村              | 南串山村                      | 南串山村                     | 昭和44年4月1日 町制 南串山町 | 平成17年10月11日 雲仙市     | 雲仙市   |
| 加津佐村                 | 加津佐村       | 加津佐村              | 昭和3年1月1日 町制            | 加津佐町                     | 加津佐町                     | 平成18年3月31日 南島原市    | 南島原市 |
| 口之津村                 | 口之津村       | 口之津村              | 昭和3年4月1日 町制            | 口之津町                     | 口之津町                     | 平成18年3月31日 南島原市    | 南島原市 |
| 南有馬村                 | 南有馬村       | 南有馬村              | 昭和7年1月1日 町制            | 南有馬町                     | 南有馬町                     | 平成18年3月31日 南島原市    | 南島原市 |
| 北有馬村                 | 北有馬村       | 北有馬村              | 北有馬村                      | 北有馬村                     | 昭和44年4月1日 町制 北有馬町 | 平成18年3月31日 南島原市    | 南島原市 |
| 西有家村                 | 西有家村       | 西有家村              | 昭和2年4月1日 町制            | 西有家町                     | 西有家町                     | 平成18年3月31日 南島原市    | 南島原市 |
| 東有家村                 | 東有家村       | 東有家村              | 昭和2年1月1日 町制改称 有家町 | 昭和31年9月30日 有家町       | 有家町                       | 平成18年3月31日 南島原市    | 南島原市 |
| 堂崎村                   | 堂崎村         | 堂崎村                | 堂崎村                        | 昭和31年9月30日 有家町       | 有家町                       | 平成18年3月31日 南島原市    | 南島原市 |
| 布津村                   | 布津村         | 布津村                | 布津村                        | 布津村                       | 昭和44年4月1日 町制 布津町   | 平成18年3月31日 南島原市    | 南島原市 |
| 深江村                   | 深江村         | 深江村                | 深江村                        | 深江村                       | 昭和37年5月3日 町制 深江町   | 平成18年3月31日 南島原市    | 南島原市 |

## 行政
歴代郡長
| 代 | 氏名 | 就任年月日                 | 退任年月日                | 備考                   |
| -- | ---- | -------------------------- | ------------------------- | ---------------------- |
| 1  |      | 明治11年（1878年）10月28日 |                           |                        |
|    |      |                            | 大正15年（1926年）6月30日 | 郡役所廃止により、廃官 |

南高来郡長を務めた主な人物
- 金井俊行